# Effet stérique

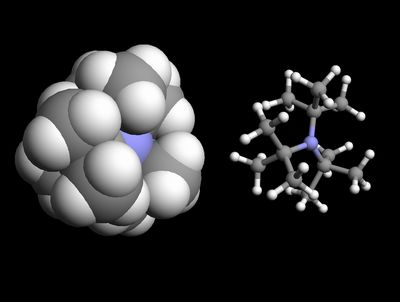
L'effet stérique d'une molécule de tri-(tert-butyl)amine rend les réactions électrophiles, comme la formation ici de cations de tetraalkylammonium, difficiles. Il est difficile pour les électrophiles de se rapprocher et d'attaquer les doublets non liants de la molécule d'azote (ici en bleu).

L'effet stérique est l'ensemble des attractions et répulsions entre atomes d'une molécule liées au chevauchement des nuages des lobes orbitaux électroniques (répulsion de Pauli ou de Born) qui affecte la forme normale de la molécule ainsi que ses propriétés lors d'une réaction chimique. Les effets stériques sont, avec les effets électroniques, les plus importants lorsque l'on considère la structure et la réactivité chimique.

## Forme des lobes orbitaux
Selon la nature des liaisons covalentes d'une molécule, les lobes orbitaux peuvent adopter une distribution spatiale non sphérique autour de l'atome, ce qui induit des directions de placement relatif privilégiées qui minimisent les superpositions de lobes appartenant à des atomes voisins. La molécule adopte alors (en absence d'un apport d'énergie extérieure) des formes tridimensionnelles spécifiques pour certaines orientations où ces interactions montrent un minimum local d'énergie. Les transitions entre ces états sont possibles soit avec l'augmentation de la température (vibration propre de la molécule), soit le voisinage d'autres ions ou molécules (notamment dans un cristal), soit l'exposition à un champ électromagnétique suffisant pour réorienter les lobes polaires, soit encore de façon plus radicale par effet photoélectrique provoquant des transitions d'orbitales et la reconformation souvent tout entière de la molécule dans son nouvel état d'énergie ou d'ionisation.

## Types d'effets stériques
L'encombrement stérique ou gêne stérique se produit lorsque le volume occupé par une partie d'une molécule gêne l'approche d'un réactif ou d'une autre partie de la molécule. Bien qu'il soit de temps en temps un problème, il peut être aussi un outil très utile. La résistance stérique est souvent employée par les chimistes pour modifier le comportement d'une molécule dans une réaction chimique, en stoppant toute réaction parasite (protection stérique). L'encombrement stérique entre deux groupes adjacents peut aussi restreindre l'angle de torsion. De plus, une hyperconjugaison a été suggérée comme explication de la conformation décalée de la molécule d'éthane, l'encombrement stérique de l'atome d'hydrogène étant bien trop petit,.

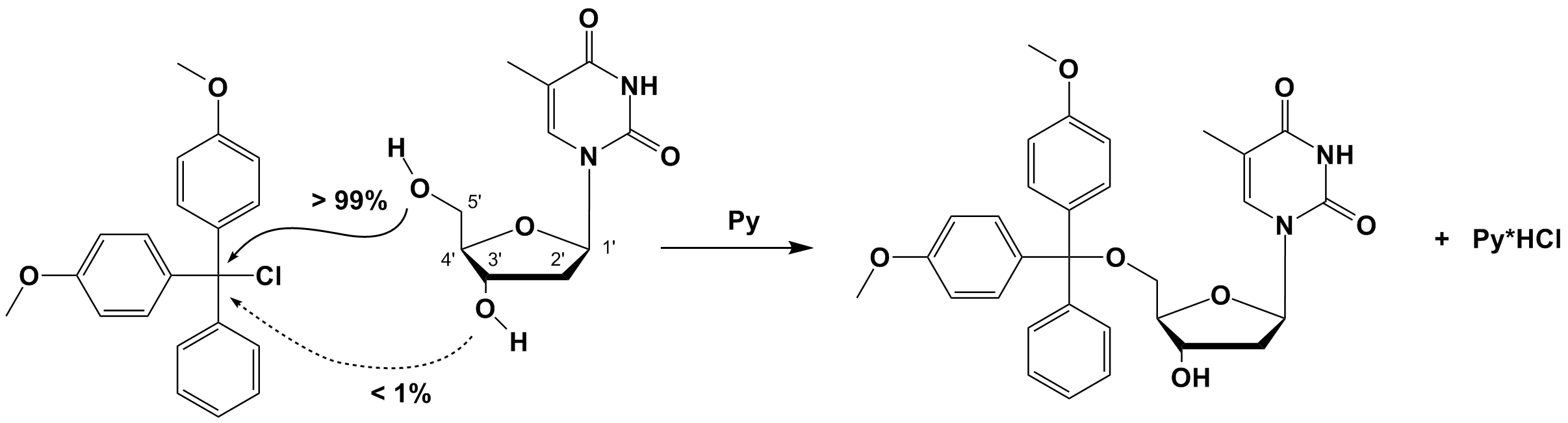
Dimethoxytritylation sélective du groupe primaire 5'-hydroxyl d'une molécule de thymidine en présence d'un groupe secondaire 3'-hydroxy libre en résultat d'un encombrement stérique dû au groupe de dimethoxytrityl et à la chaine de ribose (Py = pyridine).

La répulsion stérique se produit lorsqu'un groupe chargé d'une molécule est apparemment affaibli ou spatialement protégé par des atomes moins chargés (ou de charge opposée), y compris les ions en solutions (répulsion de Debye). Dans certains cas, pour un atome interagissant avec des atomes bénéficiant d'une protection stérique, l'atome devra s'approcher à partir d'un voisinage moins protégé. Ceci permet de contrôler quand et dans quelle direction une interaction moléculaire va se réaliser.
L'attraction stérique se produit lorsque des molécules présentent des formes ou des géométries optimisées pour leurs interactions. Dans ce cas, les molécules vont réagir les unes avec les autres d'une façon, le plus souvent, spécifique.
Lorsqu'il y a croisement de chaînes, une pelote aléatoire de chaînes de polymère ne peut pas changer d'une conformation à une autre forme si le mouvement nécessaire requiert qu'une chaîne de polymère passe à travers une autre, ou à travers elle-même. Cette impossibilité de croisement entre fragments moléculaires existe également dans les caténanes, les rotaxanes et les nœuds moléculaires. La répulsion stérique entraîne donc l'existence de liaisons mécaniques (qui relèvent de la chimie supramoléculaire) et la nécessité d'utiliser des notions de topologie pour décrire certaines structures moléculaires, ce qui relève de la topologie chimique.

## Effet stérique contre effet électronique
La structure, les propriétés et la réactivité d'une molécule dépendent strictement des liaisons chimiques (et de leurs interactions), comme les liaisons covalentes, les liaisons ioniques, les liaisons hydrogène et d'autres formes mineures de liaisons. Ces liaisons fournissent un squelette moléculaire basique, aisément modifiable par des forces répulsives. Ces forces comprennent les interactions stériques décrites plus haut. Les effets stériques et interactions basiques[Quoi ?] sont néanmoins toujours insuffisants pour expliquer beaucoup de structures, de propriétés et de réactions. Ainsi, les effets stériques sont souvent mis en opposition ou complétés par les effets électroniques, impliquant l'influence d'effets comme l'induction, la conjugaison, la symétrie moléculaire ou encore les interactions électrostatiques. D'autres effets électroniques existent, mais ces derniers sont les plus importants lorsque l'on considère la structure et la réactivité chimique.

## Importance
Comprendre les effets stériques est crucial en chimie, biochimie et pharmacologie. En chimie, ils sont pratiquement universels et affectent, à différents degrés, la plupart des réactions chimiques. En biochimie, les effets stériques sont souvent utilisés dans les molécules naturelles comme les enzymes, là où le lieu de catalyse peut être caché dans une grande structure protéique. En pharmacologie, ils déterminent comment et à quel niveau un médicament agira avec ses bio-molécules cibles.